# Isaac Watts

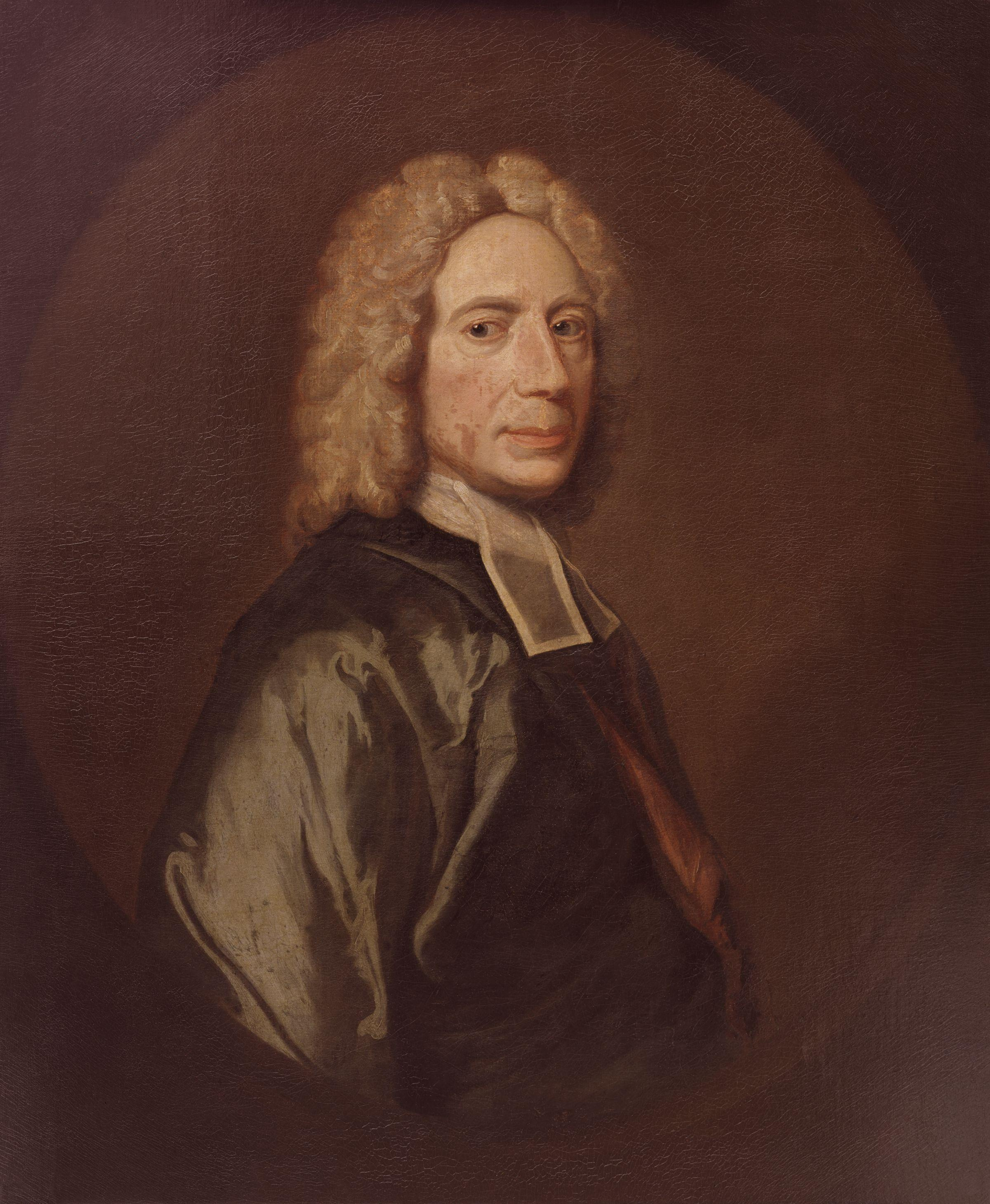
Isaac Watts.

Isaac Watts (Southampton, 17 de julio de 1674 – Abney Park, Stoke Newington, 25 de noviembre de 1748) fue un cristiano inglés autor de himnos, teólogo y lógico. Un escritor prolífico de populares himnos, parte de su trabajo fue la evangelización. Fue reconocido como el "Padre de la Himnología inglesa", acreditado con unos 750 himnos. Muchos de sus himnos siguen en uso hoy en día y han sido traducidos a numerosos idiomas.

## Vida
Nacido en Southampton, Inglaterra, en 1674, Watts fue criado en la casa de un religioso comprometido disidente; su padre, también Isaac Watts, había sido encarcelado dos veces por sus opiniones. En la escuela del rey Eduardo VI, Watts recibió una educación clásica, aprendió latín, griego y hebreo.
Desde muy temprana edad, Watts parece propenso a la rima. Una vez, respondió cuando se le preguntó por qué tenía los ojos abiertos durante las oraciones:
Un pequeño ratón por falta de escaleras (A little mouse for want of stairs)
corrió por una cuerda para decir sus oraciones. (ran up a rope to say its prayers)
Ya que Watts era inconformista, no pudo asistir a Oxford o Cambridge, que estaban restringidas a los anglicanos, al igual que los cargos del gobierno de la época. Se dirigió a la Academia Disidente en Stoke Newington en 1690. Gran parte del resto de su vida giró en torno a ese pueblo, que ahora es parte del Londres interior.
Después de su educación, Watts fue llamado como pastor de una gran capilla independiente en Londres, donde ayudó a los predicadores en su entrenamiento, a pesar de su mala salud. Isaac Watts tuvo opiniones religiosas que eran más no denominacionales o ecuménicas, que en ese momento eran comunes para un no conformista; tenía un mayor interés en la promoción de la educación y la erudición que predicar para cualquier secta particular.
Tomando un trabajo como tutor privado, Watts vivió con la disidente familia Hartopp en Fleetwood House , en la calle Church en Stoke Newington. A través de ellos comenzó a familiarizarse con sus vecinos inmediatos, Sir Thomas Abney y Lady Mary .
Invitado por una semana a Hertfordshire, Watts, finalmente, vivió por un total de 36 años en el hogar Abney, la mayor parte del tiempo en la casa Abney , su segunda residencia. (Lady Mary había heredado la mansión de Stoke Newington en 1701 de su difunto hermano, Thomas Gunston.)
A la muerte de Sir Thomas Abney en 1722, la viuda Lady Mary y su última hija soltera, Elizabeth, toda su familia se mudó al Abney Hall de Hertfordshire. Ella invitó a Watts para continuar en su hogar. Watts vivió en Abney Hall hasta su muerte en 1748.
Watts disfrutó particularmente los terrenos de Abney Park , que Lady Mary plantó con dos paseos de olmos que conducen a una isla en el Hackney Brook . Watts a menudo buscó inspiración allí para los muchos libros e himnos que escribió.
Watts falleció en Stoke Newington en 1748, y fue sepultado en Bunhill Fields . Dejó una extensa herencia de himnos, tratados, obras educativas y ensayos. Su trabajo fue muy influyente entre los independientes no conformistas y evangelistas religiosos del siglo XVIII, como Philip Doddridge , que dedicó su obra más conocida a Watts.

## Watts y la Himnología
El estudioso de la música sagrada Stephen Marini (2003) describe las formas en que Watts contribuyó a la himnología inglesa. En particular, Watts llevó a incluir la nueva poesía de "canciones originales de la experiencia cristiana" para ser usados en el culto. La tradición más antigua se basa en la poesía de la Biblia, especialmente en los Salmos. Esto se había desarrollado a partir de las enseñanzas del siglo XVI, del reformador Juan Calvino, quien inició la práctica de crear traducciones en verso de los Salmos en la lengua vernácula para el canto congregacional. La introducción de Watts de la poesía extrabíblica abrió una nueva era de himnos protestantes, así como de otros poetas que siguieron su camino.
Watts también introdujo una nueva forma de hacer los Salmos en verso para los servicios religiosos. Los Salmos fueron escritos originalmente en hebreo bíblico en el judaísmo. Más tarde, fueron adoptados en el cristianismo como parte del Antiguo Testamento. Watts propuso que las traducciones métricas de los Salmos, cantadas por los cristianos protestantes, deben darles una perspectiva específicamente cristiana. Mientras que David [a quien tradicionalmente se le atribuye la autoría de muchos de los Salmos] fue sin duda un instrumento elegido por Dios, Watts afirmó que su comprensión religiosa no podría haber comprendido completamente las verdades reveladas más tarde por medio de Jesucristo. El Libro de los Salmos debe por lo tanto ser "renovado", como si David hubiera sido un cristiano, o como Watts puso en el título de su Salterio métrico de 1719, debe ser "imitado en el lenguaje del Nuevo Testamento".
Marini discierne dos tendencias particulares en versos de Watts, que él llama “subjetividad emocional” y “objetividad doctrinal”. Por la anterior se refiere a que «en la voz de Watts se rompió la distancia entre poeta y cantante, e invistió el texto con su espiritualidad personal». Como ejemplo de esto, cita When I survey the Wondrous Cross. Por “objetividad doctrinal”,  Marini quiere decir que los versos de Watts logran una «cualidad axiomática» que «presenta el contenido doctrinal cristiano con la confianza explícita que conviene a las afirmaciones de la fe». Como ejemplos, Marini cita los himnos Joy to the World y From All that Dwell bellow the Skies: 
De todos los que moran debajo de los cielos 
Levántese la alabanza del Creador; 
Que el nombre del Redentor se cante 
A través de toda la tierra, de toda lengua.
Además de escribir himnos, Isaac Watts fue también un teólogo y lógico, escribiendo libros y ensayos sobre estos temas.